# Hotel Kölner Hof (Köln)

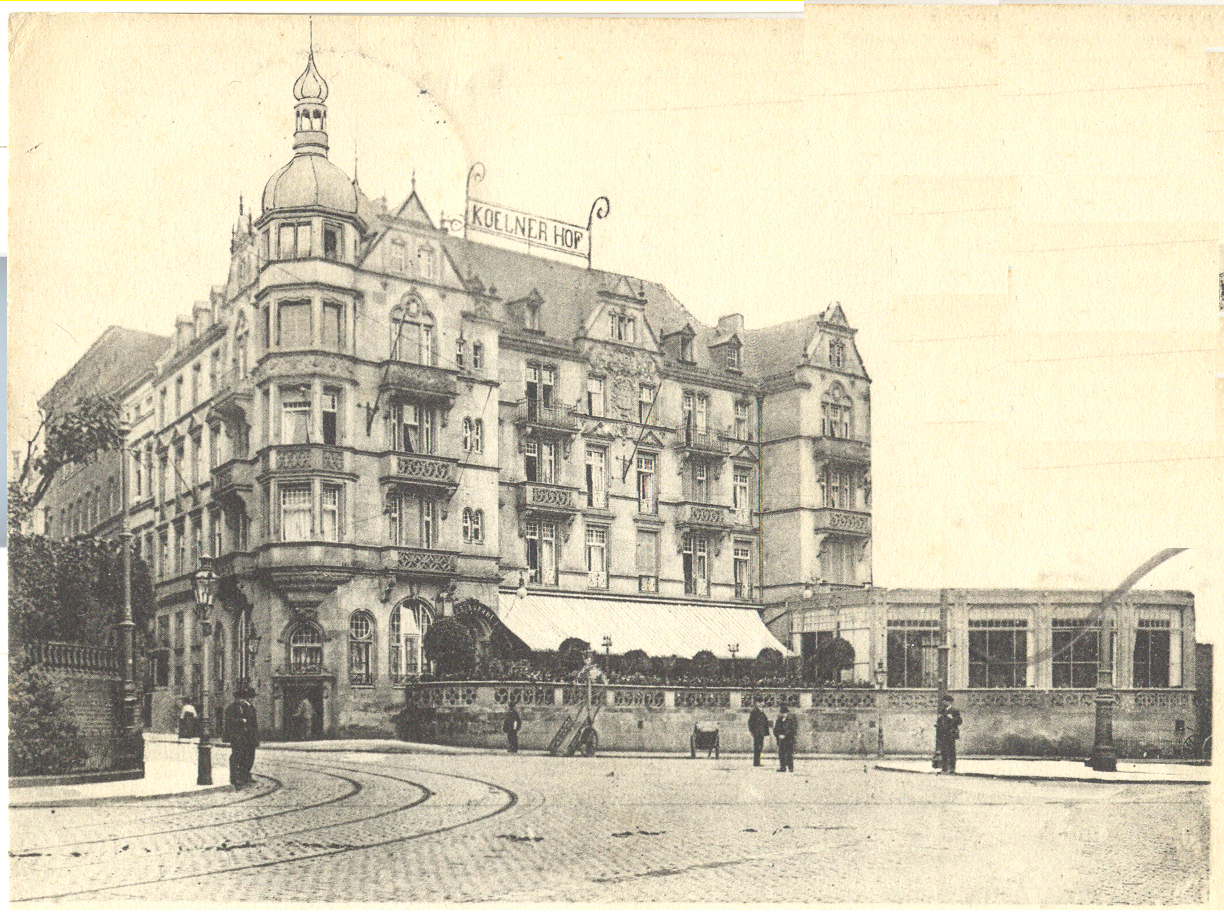
Das Hotel Kölner Hof im Jahr 1908

Das Hotel Kölner Hof war einer der letzten großen Kölner Hotelneubauten des 19. Jahrhunderts. Es entstand von 1896 bis 1897 vis-á-vis des Kölner Hauptbahnhofes im Kölner Stadtteil Altstadt-Nord in den Formen der deutschen Frührenaissance nach einem Entwurf aus dem Berliner Architekturbüro Heinrich Kayser und Karl von Großheim. Während des Zweiten Weltkriegs stark beschädigt erfolgte ab 1945/1946 ein Wiederaufbau nach Plänen des Architekten Peter Franz Nöcker. 1973 wurde es zu Gunsten des von Joachim Schürmann entworfenen ABC-Hauses („Rolex-Haus“) abgerissen.  

## Geschichte
Bis in das letzte Jahrzehnt des 19. Jahrhunderts besaß Köln als eine der größten deutschen Städte nur wenige Hotels, die ausschließlich zu diesem Zweck und nach einer geschlossenen Planung entstanden. Keines jedoch erfüllte den Anspruch einer „großartigen modernen Hotel-Anlage“. Dies änderte sich erst im Laufe der 1890er Jahre, als in Folge Hotelneubauten wie das Dom-Hotel (ebenfalls Kayser & von Großheim), das Hotel „Großer Kurfürst“ (Umbau eines Wohnhauses), der „Kölner Hof“ und abschließend zur Jahrhundertwende das „Hotel Monopol“ am Wallrafplatz im Umfeld des Doms eröffnet wurden. 
Die frühere Bahnhofstraße und heutige Dompropst-Ketzer-Straße entstand erst während der 1860er Jahre, um eine direkte Verbindung zwischen dem neuen Centralbahnhof und dem Geschäftsstraßenzug „An den Dominikanern“, Unter Sachsenhausen bis „Gereonstraße“ herzustellen. Kurz vor der Jahrhundertwende wurden an ihr dann das City-Hotel an der nordwestlichen Ecke zur Marzellenstraße und der Kölner Hof an der nordöstlichen Ecke, direkt im Anschluss an die Kirche St. Mariä Himmelfahrt errichtet. Initiator des Hotels Kölner Hof war die Handelsgesellschaft „G. Meumann“, die in Hypotheken handelte und zu deren Besitz auch das Wohnhaus Bahnhofstraße 7 gehörte. Den Namen trug das Hotel als Reminiszenz an den einstigen Kölner Hof in der Trankgasse 7:157, dessen Grundstück bis an das Kirchengelände von St. Mariä Himmelfahrt reichte und über dessen Terrain nach seinem Abbruch die Anlage der Bahnhofstraße erfolgte. Nach dem Abbruch der erst 25 Jahre alten Wohnhäuser Bahnhofstraße 5 und 7 begann im April 1896 der Neubau des Hotels Kölner Hof. Die Bauleitung bis zur Fertigstellung des Rohbaues lag in Händen des Kölner Architekten und Bauunternehmers Gustav Wieland. Nur wenige Jahre nach seiner Eröffnung am 28. August 1897 musste die Betreibergesellschaft Konkurs anmelden. Der Betrieb wurde danach bis zu seiner Einstellung in den frühen 1970er Jahren durch die „Kölner Hof G.m.b.H.“ fortgesetzt. 
Noch vor dem Zweiten Weltkrieg wurde zu Gunsten einer besseren Raumausnutzung und Erhöhung der Zimmerzahl ein Umbau vorgenommen. Bei diesem wurden, an Stelle des bisherigen Walmdaches, ein weiteres Vollgeschoss sowie ein darüber liegendes Staffelgeschoss aufgesetzt und mit einem Flachdach nach oben abgeschlossen. Der Erkerturm – am Schnittpunkt zum Bahnhofsvorplatz – wurde seinem obersten Geschoss und dem darüber liegenden Helm beraubt. Bei Kriegsende war der Flügel an der Bahnhofstraße vollkommen zerstört, ebenso die überdachte Terrasse. Der übrige Bau war beschädigt. Bereits 1945:903 setzten erste behelfsmäßige Wiederherstellungsarbeiten ein, in deren Verlauf das Hotel weitgehend instand gesetzt wurde. Hierbei wurden die historistischen Außenverzierungen entsprechend dem Nachkriegszeitgeschmack weitgehend beseitigt.

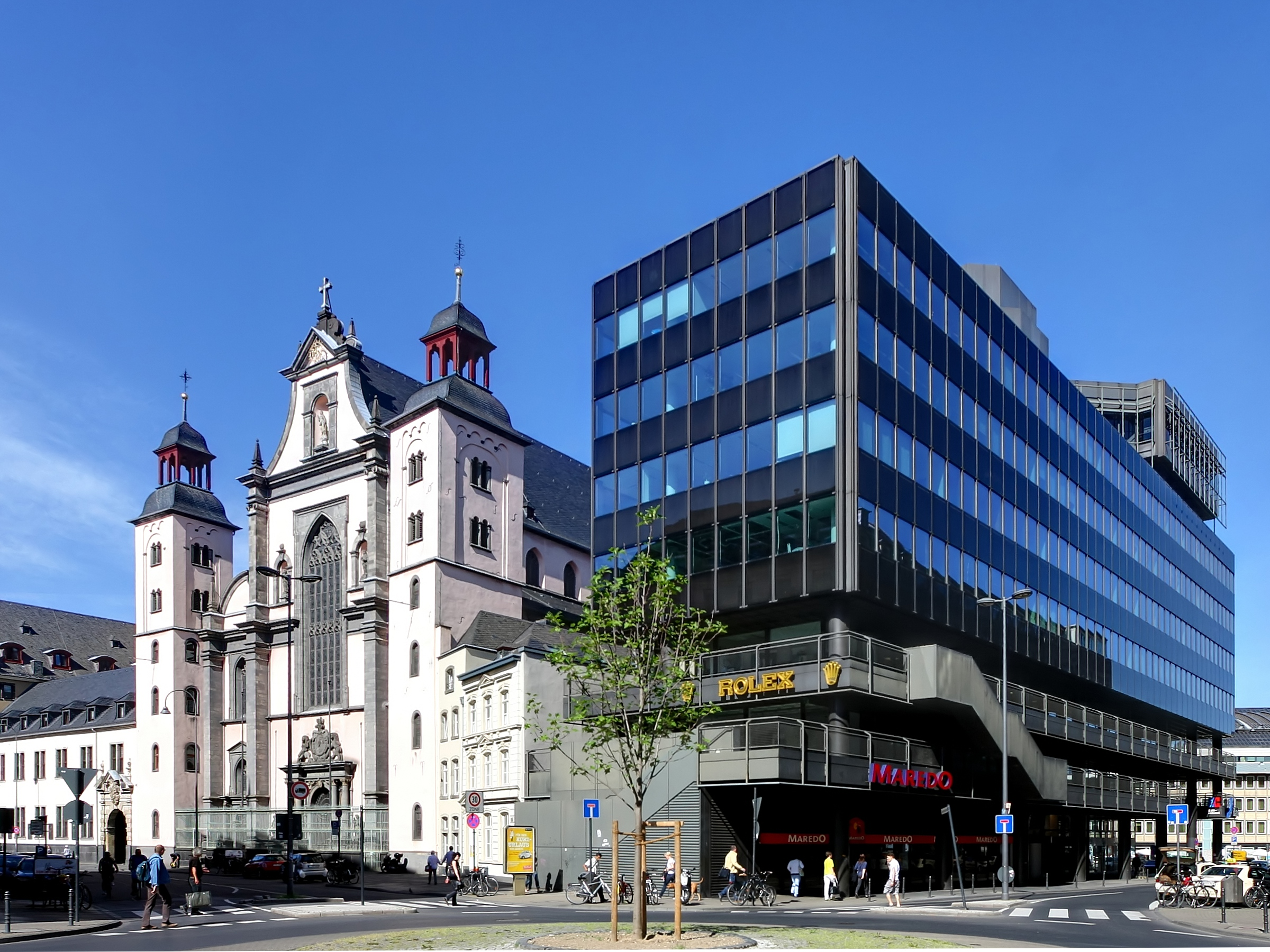
Ansicht Büro- und Geschäftshaus vom Kreisverkehr Marzellenstraße/Dompropst-Ketzer-Straße

1972 übernahmen die „ABC-Haus GmbH“ und die „ABC-Bank GmbH“ das Hotelareal. Nach dem Abbruch des Hotelgebäudes im Jahr 1973 entstand nach einem Entwurf des Büros Joachim Schürmann:942 bis 1975 auf der gesamten Nordseite der Bahnhofstraße – der Kirche St. Mariä Himmelfahrt wie ein Riegel vorgelagert – das bis zu achtgeschossige ABC-Haus. Die historischen Strukturen im Sinne eines „fortschrittlichen“ Bauens bewusst vernachlässigend, wurden die durch die Kirche, das niedrigere Deichmannhaus und den Hauptbahnhof vorgegebenen Maßstäbe nachhaltig gebrochen. Auch unter Berücksichtigung der architektonischen Qualität des Neubaues eine Niederlage für die Denkmalpflege.

## Architektur
Zum Zeitpunkt seiner Erbauung bestand das Hotel aus einem viergeschossigen, zweiflügeligen Hauptbau mit darüber liegendem hohen Walmdach. Bedingt durch seinen Grundstückszuschnitt war es von unregelmäßigem Grundriss. Die nach dem Bahnhofsvorplatz ausgerichtete Schauseite von acht Achsen nahm im Erdgeschoss das Restaurant auf. Zu den Seiten waren einachsige, ebenfalls viergeschossige Risalite angebracht, die ab dem ersten Obergeschoss Balkone besaßen. Sowohl die Risalite als auch der Hauptbau waren übergiebelt. An der Ecke zur Bahnhofstraße befand sich zudem ein ab dem ersten Obergeschoss ansetzender Erkerturm, der das Haupthaus um ein Geschoss überragte und mit einem Helm versehen war. Der in seiner Fassadenausgestaltung reich gegliederte Bau – im Stil der deutschen Frührenaissance – nahm 60 Zimmer auf, die mit den neuesten technischen Errungenschaften ausgestattet waren. Hervorgehoben wurde der „elektrische Weck-Apparat“. Die Außenterrasse fasste 180 Gäste, der Hauptrestaurantions-Saal weitere 200. Der in mittelalterlichen Formen gehaltene und mit einem Kreuzgewölbe ausgestaltete Saal war an den Wänden malerisch ausgeschmückt. Die Malereien fertigte die Berliner Firma „S. Bodenstein“ aus.